# نیکولاس مدینا
نیکولاس مدینا (انگلیسی: Nicolás Medina؛ زادهٔ ۱۷ فوریهٔ ۱۹۸۲) بازیکن فوتبال اهل آرژانتین است.
از باشگاه‌هایی که در آن بازی کرده‌است می‌توان به باشگاه فوتبال جیمناسیا لاپلاتا، باشگاه فوتبال ساندرلند، باشگاه فوتبال آرژانتینوس جونیورز، باشگاه فوتبال لگانیس، باشگاه فوتبال رئال مورسیا و باشگاه فوتبال روساریو سنترال اشاره کرد.